# SELFIE 〜ONNA Now〜
「#SELFIE 〜ONNA Now〜」（セルフィー オンナ・ナウ）は、2015年7月22日にSONIC GROOVEから発売されたMAXの35枚目のシングル。メンバーの Reina が育休中のため Nana、Mina、Lina の3人で収録され、MAXとして前回に引き続き3人体制でのリリースとなった。

## 概要
- 約10ヶ月ぶりのシングル。
- CD+DVD、CDのみの2形態で発売。初回限定封入特典として各メンバー、全員、日本初公開のデビュー当時の秘蔵写真の計5パターンのいずれかのポラロイドサイズ生写真カードが封入。また、数量限定でメンバー直筆サイン入りが封入してある。
- 日本語歌詞と音楽は前山田健一ことヒャダインが担当。
- 「Tacata'」「情熱のZUMBA 」に続く、20周年イヤーをド派手にセレブレートする全ての女性に贈るナンバーとなっており、『The Chainsmokers』の「#Selfie」のカバー曲ともなっている。
- 配信版ではTr.4にCD未収録の「#SELFIE ～ONNA Now～(World Sketch Remix)」が追加収録(以降のトラックは1つ後にずれる)された全6トラックとなっている。このトラックのみの単体購入も可能となっている。

## 収録曲

### CD（通常盤）
1. #SELFIE 〜ONNA Now〜 [3:08]
日本語詞・曲：前山田健一 / 作詞・作曲：Andrew Taggart / 編曲：守屋友晴 (WORLD SKETCH）
2. Ole! 〜Happy Birthday〜 [4:11]
作詞：NaNa★MUSiC / 作曲：Sunny Boy
3. #SELFIE 〜ONNA Now〜 (FPM REMIX)  [4:35]
リミックス：田中知之（Fantastic Plastic Machine）[1]
4. #SELFIE ～ONNA Now～ (Instrumental)
5. Ole! 〜Happy Birthday〜 (Instrumental)

### CD+DVD
上記のCDに、以下の内容のDVDが加わる。
1. #SELFIE ～ONNA Now～ (MUSIC VIDEO)
2. #SELFIE 〜ONNA Now〜 (DANCE VIDEO) - ダンスビデオ

## リリースイベント
1. ラゾーナ川崎プラザ ルーファ広場　グランドステージ / 2015年7月24日(金)
2. お台場夢大陸 フジテレビ本社屋 1F 夢大陸マイナビステージ / 2015年7月26日(日)
3. JR大阪駅5F　時空の広場 / 2015年8月16日(日)

## タイアップ
- フジテレビ系『ウチくる!?』エンディングテーマ